# Маряк
Маряк (пол. Mariak) — село в Польщі, у гміні Сосне Островського повіту Великопольського воєводства.
Населення — 89 осіб (2011).

## Демографія
Демографічна структура станом на 31 березня 2011 року:
|          | Загалом | Допрацездатний вік | Працездатний вік | Постпрацездатний вік |
| -------- | ------- | ------------------ | ---------------- | -------------------- |
| Чоловіки | 43      | 8                  | 32               | 3                    |
| Жінки    | 46      | 8                  | 29               | 9                    |
| Разом    | 89      | 16                 | 61               | 12                   |